# Сыздыков, Уахап Бекович
Сыздыков Уахап Бекович (1924—1992) — политический, хозяйственный и общественный деятель КазССР, участник Великой Отечественной войны, ветеран труда, персональный пенсионер республиканского значения Казахстана. Долгое время занимал должности председателя райисполкома в Павлодарском, Успенском, Лебяжинском и Иртышском районах Павлодарской области, дважды избирался первым секретарем райкомов партии.

## Биография
Уахап Сыздыков родился в селе Тлектес Лебяжинского района Павлодарской области, по окончании девятого класса школы сам начал учить детей. В сентябре 1942 года, после военных курсов, младший лейтенант отправился на Брянский фронт, стал командиром взвода 235-й стрелковой дивизии. Был дважды ранен, за боевые заслуги награждён медалью «За отвагу». Прошёл с боями Украину, Белоруссию и Польшу.
После демобилизации работал в школе, заочно учился, был избран секретарем парторганизации колхоза, председателем. Далее был отправлен на целину, где был выдвинут в руководители из-за своей инициативности. Работал председателем райисполкома в Павлодарском, Успенском, Лебяжинском и Иртышском районах, дважды избирался первым секретарем райкомов партии. В Майском районе под руководством Уахапа Сыздыкова была разработана и применена высокопродуктивная агротехника возделывания проса, успешно развивалось животноводство. Райцентр за несколько лет превратился в благоустроенный поселок. Ушёл на пенсию, имея за плечами почти полувековой трудовой стаж.

## Награды
- орден Октябрьской Революции
- орден «Знак Почёта»
- орден Отечественной войны 1 степени
- три ордена Трудового Красного Знамени
- медали[1].

## Память
- Мемориальная доска в память о ветеране войны, политическом деятеле Уахапе Сыздыкове установлена в Павлодаре, на доме, в котором он жил. Согласно сообщениям прессы, на торжественном открытии соратники, друзья и родственники вспоминали его талант организатора, самозабвенную любовь к родной земле[1].